# ダイオウマツ
ダイオウマツ（大王松、学名: Pinus palustris）とは、マツ科マツ属の樹木である。ダイオウショウともいう。

## 名前と分類
マツ科マツ属に分類されるマツの一種。Pinus亜属（葉内部の維管束が2つ）、Australes節に分類される。
和名のダイオウマツ（大王松）は後述のように巨大になる形態的特徴から来ている。英名longleaf pine（長い葉のマツ）も形態的特徴から。種小名palustrisは「湿地に住む」という意味で生態的特徴から来ている。

## 分布
アパラチア山脈以南、フロリダ半島を中心に東はバージニア州などの大西洋岸、西はミシシッピ川を越えてテキサス州に至るメキシコ湾沿いの地域、所謂ガルフコースト（gulf coast）と呼ばれるアメリカ合衆国東南部に分布。分布地の年間平均気温は16度から23度、同降水量は1,100mmから1,800mm程度。

## 形態
樹高30mから35m、時に50m近くに達することもある大型の松。樹皮は赤みを帯びた茶色。
葉は長さ40cm以上になることもあり、マツ属の中でもヒマラヤに分布するPinus roxburghiiと並び世界最長の部類に入る。葉はAustrales節に属する多くの仲間と同様、短枝に3本束生するが、2本あるいは4本の場合もある。

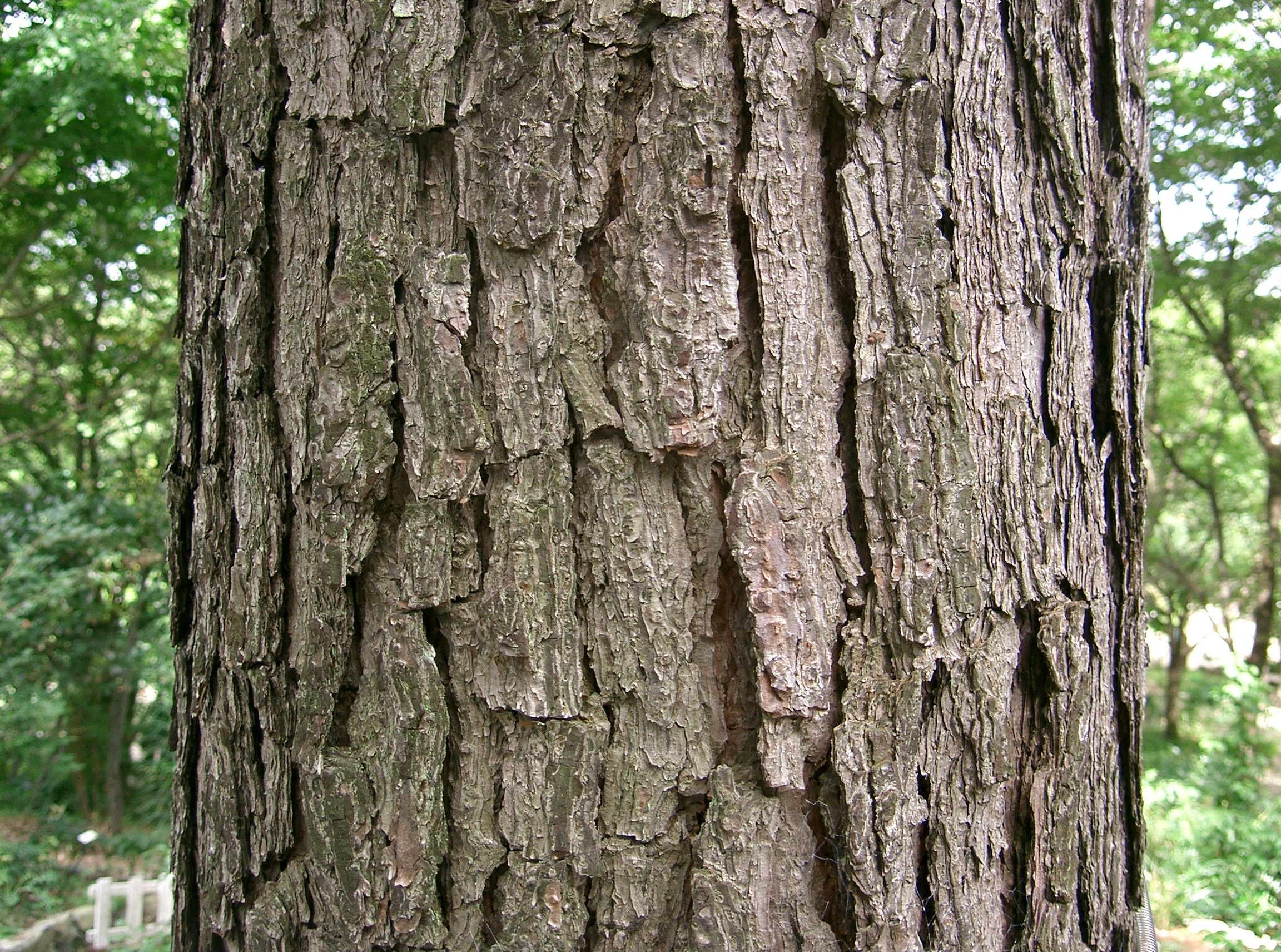
樹皮
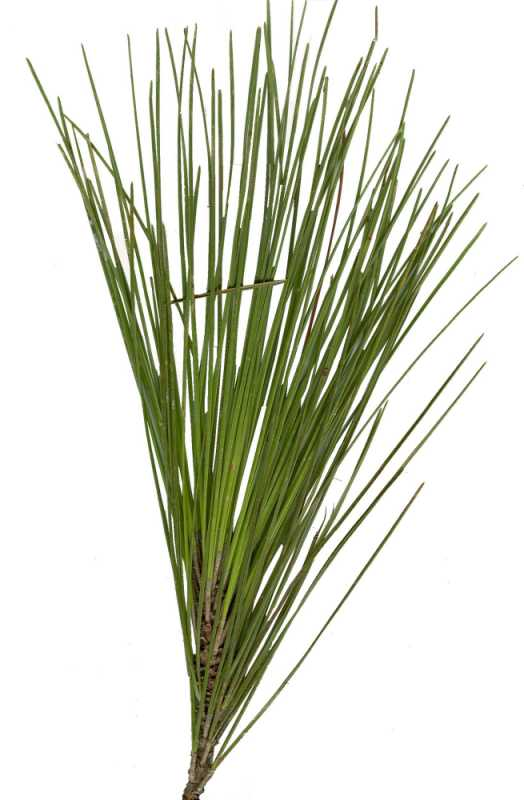
葉
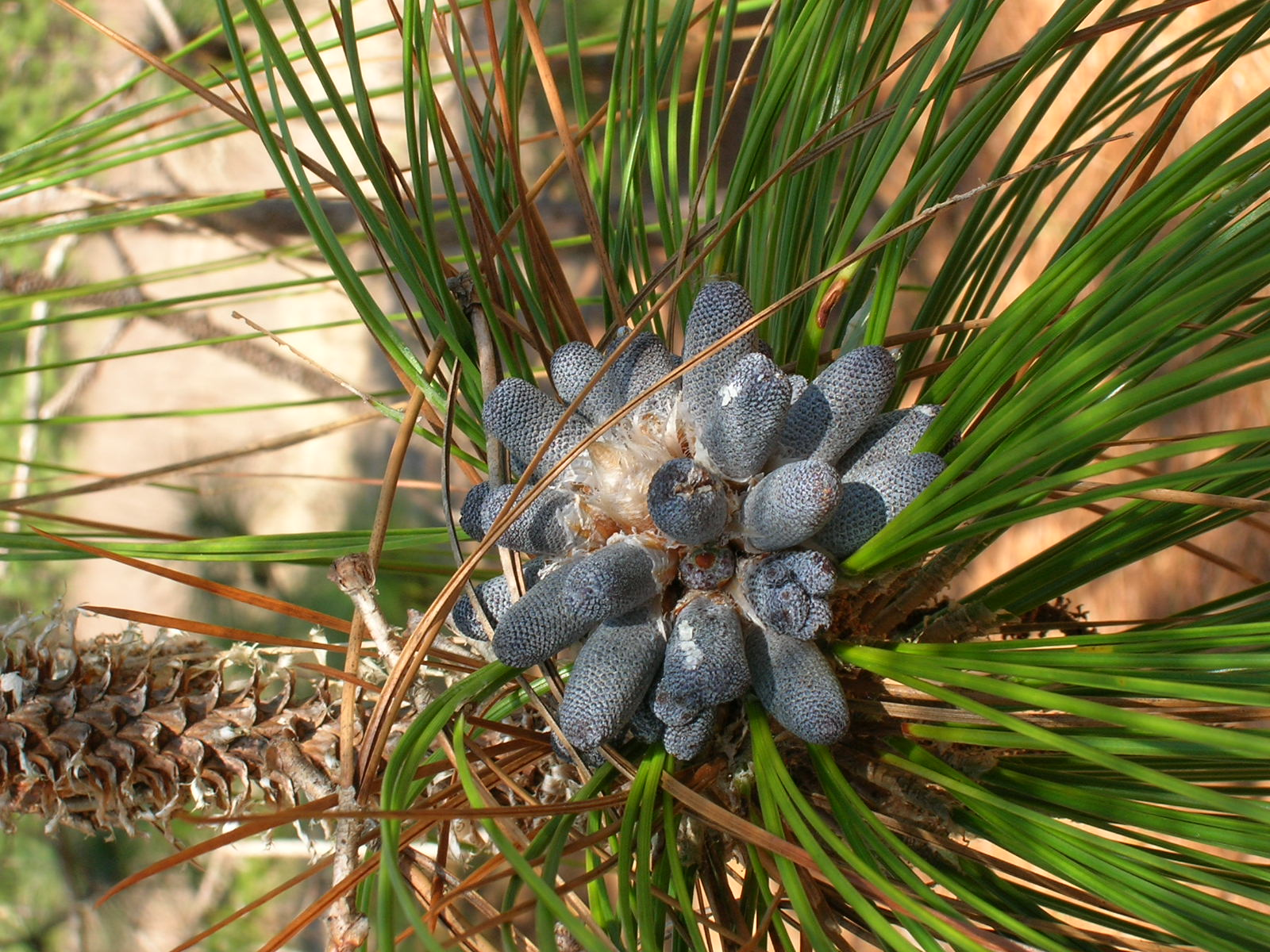
雄花
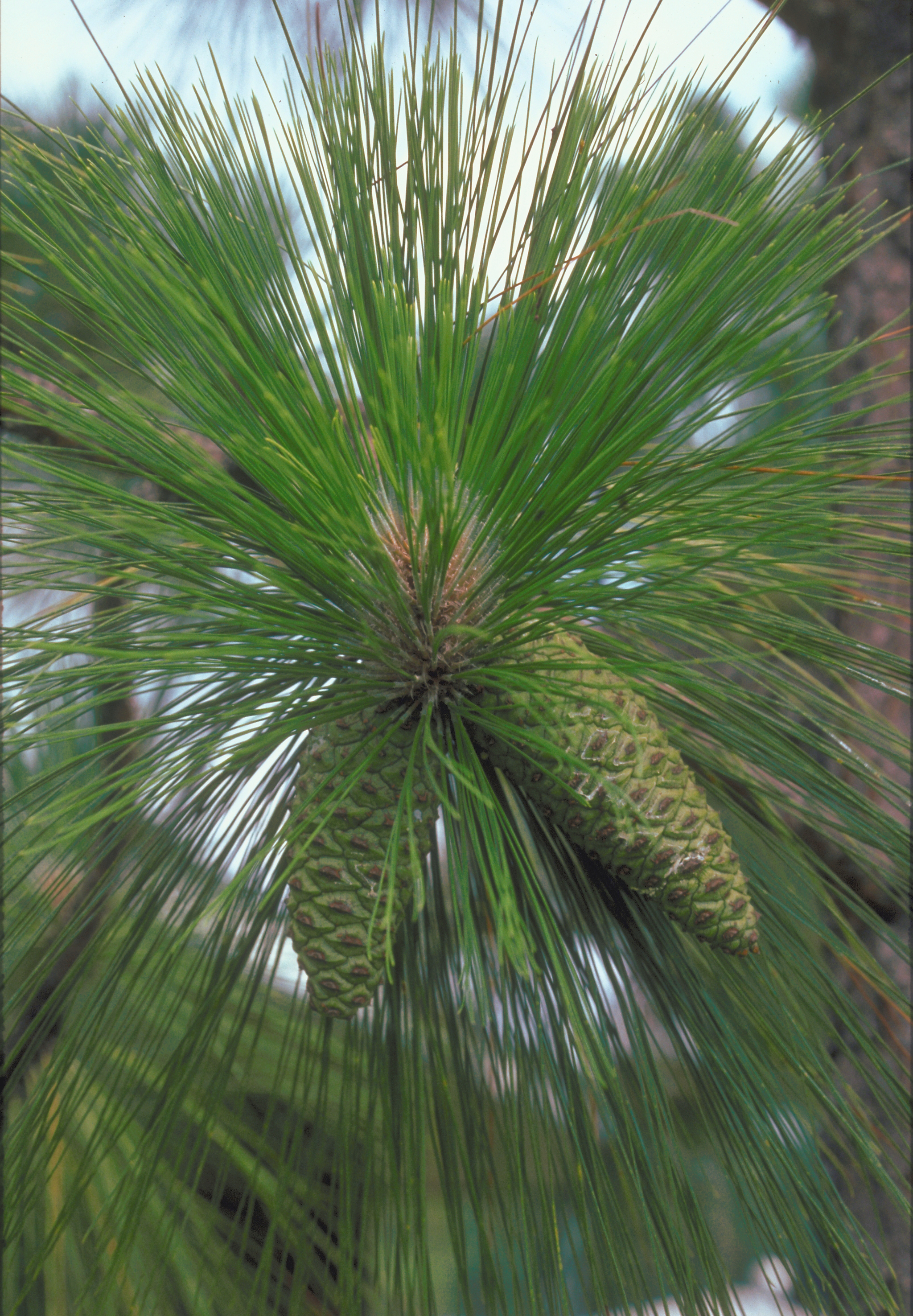
若い球果
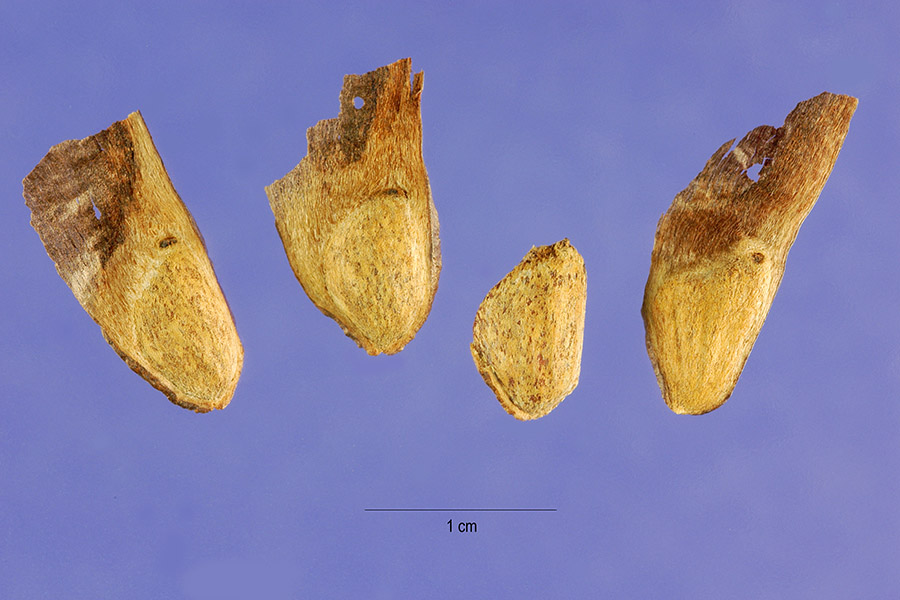
種子

## 生態
土壌を選ばずに生育し、水はけの悪い湿った土地から、乾燥した岩場まで生息する。原産地では海岸地帯から標高600ｍ程度の範囲に分布。大西洋・メキシコ湾岸で最もよく見られるのは標高200ｍ以下の場所で、このような場所は海底堆積物由来の、水はけの良い砂質の土壌が厚く堆積している。アラバマ州の分布地では山岳部では花崗岩、珪岩、結晶片岩、千枚岩、粘板岩などの火山岩に由来する場所と、谷の部分では砂岩、石灰岩、頁岩、ドロマイトなどの堆積岩由来の土壌に生育する。

## 保全状況評価
- ENDANGERED (IUCN Red List Ver. 3.1 (2001))[1]